# Parepistaurus crassicercus
Parepistaurus crassicercus is een rechtvleugelig insect uit de familie veldsprinkhanen (Acrididae). De wetenschappelijke naam van deze soort is voor het eerst geldig gepubliceerd in 1953 door Boris Petrovich Uvarov.